# アンジュー諸島
アンジュー諸島(アンジューしょとう、ロシア語: острова Анжу, サハ語: Анжу арыылара)とはノヴォシビルスク諸島を構成する諸島の一つ。ロシア連邦の北極海のラプテフ海と東シベリア海の間に位置する。行政上は、サハ共和国のブルン地区に属する。無人島。

## 名の由来
ロシアの探検家、ピョートル・アンジューが由来。

## 地理
面積は約29,000km2 。

### 主な島
アンジュー諸島を構成する主な島は以下の通り(西から東)。
- ベリコフスキー島
- コテリヌイ島
- ゼムリャ・ブンゲ
- ファデエフスキイ島
- ノヴァヤ・シビリ島